# Huda Sha'arawi
Huda (ou Hoda) Sha‘rawi (em árabe: هدى شعراوي Hudá Sha‘rāwī (Minia, 23 de junho de 1879 - Cairo, 12 de dezembro de 1947) foi uma pioneira líder feminista no Egito, nacionalista e fundadora da União Feminista Egípcia.

## Biografia

#### Primeiros anos

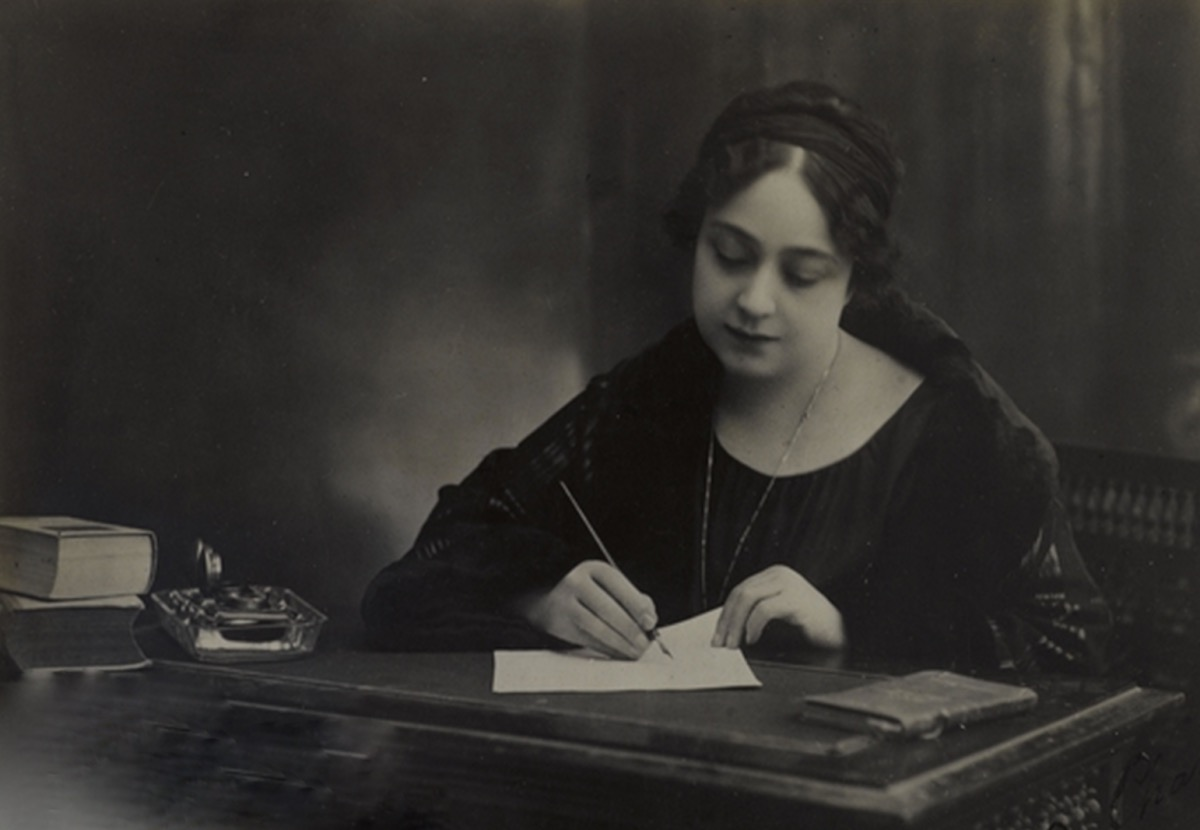
Huda Sha'arawi (c.1900)

Nascida a 23 de junho de 1879, no seio de uma família de classe alta, em Minia, no Egito, Nour Al-Huda Mohamed Sultan Sha'arawi (árabe: نور الهدى محمد سلطان شعراوي‎), conhecida por Huda, era a primeira filha do segundo casamento de Muhamed Sultan Pasha Shaarawi, um abastado proprietário egípcio, que posteriormente se tornaria no primeiro presidente do Conselho Representativo Egípcio, com Iqbal Hanim, de descendência turco-circassiana. Tal como os filhos do casamento de Muhamed Sultan com Umm Kabira, a sua primeira mulher, Huda passou a sua infância no harém da família paterna, vivendo pacificamente e em união com toda a sua família, sendo relatado que chamava a sua madrasta de "Grande Mamã". Durante esses anos, Huda teve tutores em casa que a ensinaram sobre literatura árabe, música, história, horticultura, caligrafia e vários idiomas, tais como o francês e o turco, e apesar de raramente poder sair de casa, segundo os costumes da epóca, por várias ocasiões pôde acompanhar a sua mãe enquanto esta visitava a sua amiga Amina Hanim Afrandi, esposa do quediva (vice-rei) Muhammad Taufiq, no palácio real, ou ir a celebrações locais e ao mercado com as suas amas. Apesar de ter tido uma infância feliz, após a morte de seu pai, a sua vida tornou-se mais rígida, sendo-lhe proibido sair ou interagir com o sexo oposto, excepto com familiares, e, aos 13 anos de idade, foi obrigada a casar com o seu tutor legal, o seu primo Ali Pasha Sha‘rawi, sobre forte contestação. Depois do casamento, Huda, que havia sido proibida de tocar piano, sair ou visitar os seus familiares, começou a entrar em depressão. Somente após 15 meses casada, com intensas discussões, conseguiu que o seu marido a deixasse regressar a casa de sua mãe, onde passou a residir, enquanto este permaneceu a viver com a sua concubina e os seus filhos. Nos anos seguinte, foi esta separação que permitiu a Huda viver com mais liberdade e estender a sua educação formal.
| “ | Entrei em depressão e comecei a negligenciar os meus estudos, odiando ser uma menina porque isso me impedia de ter a educação que eu buscava. Mais tarde, ser uma mulher se tornou uma barreira entre mim e a liberdade pela qual eu ansiava. | ” |

Huda mudou-se então para a cidade de Cairo, onde aprendeu a ler o Alcorão, algo raro para uma mulher do século XIX, recebeu aulas em árabe e turco sobre assuntos islâmicos em várias escolas femininas, aprofundou os seus conhecimentos pela música e o piano, começou a escrever poesia tanto em árabe como em francês, frequentou vários salões culturais e, anos mais tarde, escreveu sobre a sua experiência de vida na sua biografia Mudhakkirātī ("Memórias"), que foi traduzida para inglês com o nome Harem Years: The Memoirs of an Egyptian Feminist, 1879-1924 ("Anos no Harém: as memórias de uma feminista egípcia, 1879-1924").
Em 1899, regressou a casa do seu marido e juntos partiram para Paris, onde pode descobrir um mundo completamente diferente daquele que conhecera. Quando regressou ao Egito com Ali Pasha Sha‘rawi, Huda passou a ter o consentimento do seu marido para sair e visitar a sua família, chegando mesmo a viajar para a Turquia sozinha. Durante os anos seguinte, teve dois filhos, Bathna (1903) e Muhammad (1905), e pouco depois, incentivada pela sua amiga Marguerite Clement, que havia conhecido em França, e com o aval da princesa Ain al-Hayat, começou a dar palestras para mulheres sobre a condição destas na sociedade, algo inédito à epóca.

## Feminismo e ativismo social
Durante o século XIX, tal como Huda Sha‘rawi, quase todas as mulheres egípcias viviam confinadas em casa, ou num harém, sobre forte repressão e fervorismo religioso, sendo-lhes muitas vezes negado o acesso ao ensino e a várias profissões, tornando-se assim quase impossível obter a independência pessoal ou financeira, para além de que também era obrigatório o uso do véu ou do hijab em todos os locais públicos. Por se ressentir de todas estas restrições impostas às mulheres, Huda começou a organizar palestras para mulheres, o que levou muitas a saírem de suas casas e ocuparem os espaços públicos pela primeira vez nas suas vidas. Huda conseguiu então convencer a princesa Ain al-Hayat a ajudá-la a criar um fundo social para as mulheres pobres do país, e, em 1910, foi inaugurada uma escola para meninas, focada em ensinar disciplinas com bases acadêmicas ao invés de atividades práticas, associadas à epóca ao sexo feminino, como as de parteira, e uma clínica gratuita para mulheres e crianças, com médicos egipcios e europeus voluntários. Quatro anos depois, em 1914, continuando a lutar pela educação das mulheres, fundou a Associação Intelectual para Mulheres Egipcias (the Intellectual Association of Egyptian Women), tornando-se numa das organizações femininas mais poderosas e influentes, com um papel predominante na luta pela independência do país anos mais tarde, durante a Revolução Egípcia de 1919.
Após a Primeira Guerra Mundial, em 1919, começaram a surgir movimentos políticos que ambicionavam a independência egípcia da Grã-Bretanha, tais como o Partido Wafd, no qual Ali Pasha Sha‘rawi estava filiado e ocupava o cargo de tesoureiro e posteriormente de vice-presidente. Compreendendo que o díficil clima político poderia ser uma oportunidade para reinvidicarem os seus direitos, muitas mulheres começaram também a se mobilizar politicamente não só contra o domínio inglês mas também contra a condição da mulher egípcia e o sistema dos haréns no país. Conhecendo bastante bem ambas realidades, Huda foi eleita presidente do Comitê Central Feminino do partido nacionalista, o Wafd, e ajudou a organizar a maior demonstração anti-britânica na época. A 16 de março, desafiando as ordens dos guardas ingleses, centenas de mulheres marcharam em protesto, erguendo cartazes com as frases "Down with Oppressors and Tyrants" (Abaixo com os Opressores e Tiranos) e "Down with Occupation" (Abaixo com a Ocupação), sendo cercadas e ameaçadas pelos oficiais. Quando apontada com uma arma ao peito, Huda Sha‘rawi proferiu que se morresse, morreria para que o Egito tivesse a sua Edith Cavell, em referência à enfermeira inglesa que havia sido morta pelas tropas alemãs durante a recente guerra. Após, as mulheres em protesto, permaneceram em pé, sob o sol quente, por três horas, até finalmente partirem para suas casas, sem mais incidentes. Um mês depois, uma outra manifestação de mulheres se realizou, contudo a repressão pelas forças inglesas foi mais agressiva e várias pessoas foram mortas e feridas. Como consequência, este acto uniu ainda mais o movimento dos direitos das mulheres, juntando-as independentemente da classe social, sendo organizadas outras manifestações e greves com cada vez mais força.

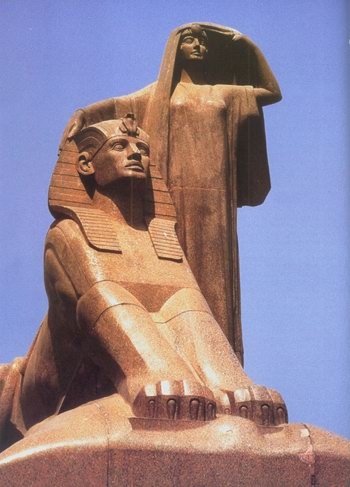
Egypt's Awakening, (1919-1928) estátua realizada pelo escultor Mahmoud Mokhtar em homenagem às mulheres que combateram contra os quarenta anos de colonialismo britânico. Cairo, Egito

Em 1922, Huda tomou a decisão de deixar de usar o hijab publicamente após a morte do seu marido. Depois de regressar do Congresso da Aliança Internacional de Mulheres Sufragistas (International Woman Suffrage Alliance Congress) em Roma, retirou o seu véu e atirou-o para o chão, pisando-o várias vezes, enquanto gerava inicialmente choque e depois aplausos nas apoiantes que a tinham ido receber. A sua decisão foi parte de um movimento ainda maior e foi influenciado pela feminista francesa, nascida no Egito, Eugénie Le Brun, apesar de constrastar com o pensamento de outro grupo de feministas, tais como Malak Hifni Nasif. No ano seguinte, Huda fundou a União Feminista Egípcia (EFU), sendo eleita sua primeira presidente.
Em janeiro de 1924, sob o regime de um novo governo, constituido pelo Partido Wafd, Huda uniu uma vez mais as feministas do país e ajudou a organizar piquetes de greve na abertura do Parlamento Egípcio, onde submeteu uma lista com as demandas feministas e nacionalistas, que foram ignoradas pelo governo. Desiludida com o partido, esse acto fê-la renunciar ao seu cargo de presidente do Comitê Central Feminino do partido independentista. 
Nos anos 30, Huda Sha'arawi continuou a discursar e trabalhar, sobretudo além fronteiras, participando em inúmeras conferências e congressos feministas, apelando à união de outras associações feministas, para além da adessão de todas as mulheres dos países árabes ou Médio Oriente no movimento pelos seus direitos. Um dos episódios mais marcantes ocorreu a 18 de abril de 1935, em Istambul, Turquia, quando Huda presidiu a 12ª Conferência Internacional de Mulheres (Twelfth International Women Conference), sendo eleita vice-presidente da International Women’s Union. Após, foi recebida em festa por Mustafa Kemal Atatürk, considerado o libertador da Turquia moderna. Em 1938, Huda Sha'arawi e a União Feminista Egípcia começaram a colaborar com a União Feminista Árabe (Arab Feminist Union - AFU) e patrocinaram a Conferência pela Defesa da Palestina (Eastern Women's Conference for the Defense of Palestine) na cidade de Cairo, focando os seus esforços nos direitos humanos. 
Em 1945, recebeu a Ordem das Virtudes, uma das mais altas condecorações no Egito.
Nos anos que se seguiram, Huda continuou a liderar a União Feminista Egípcia até à sua morte, publicou as revistas feministas l'Egyptienne e el-Masreyya, e representou o seu país em vários congressos femininos, nomeadamente em Graz, Paris, Amsterdão, Berlim, Marselha, Istambul, Bruxelas, Budapeste, Copenhaga, Interlaken, e Genebra. Ao longo dos anos, as suas principais palestras passaram a abordar outros temas para além do feminismo, tais como a paz mundial e o desarmamento no mundo. Mesmo que poucas das suas demandas fossem atendidas em vida, Huda abriu caminho para que mulheres egípcias recebessem os seus direitos posteriormente.
Huda faleceu na cidade de Cairo, a 12 de agosto de 1947, com 68 anos de idade.

## Filantropia
Durante toda a sua vida, Huda Sha'arawi esteve envolvida com muitos projetos filantrópicos. Em 1909, criou a primeira sociedade filantrópica dirigida por mulheres egípcias, a Mabarrat Muhammad 'Ali, oferecendo serviços sociais a mulheres pobres e crianças orfãs. Huda defendia que oferecer assistência feminina às mulheres ajudava a expandir os seus horizontes, dando-lhes a oportunidade de obterem não só novos conhecimentos, muitas vezes vedados à sua condição de mulheres, mas também uma nova perspectiva de vida. Isso batia de frente com a ideia patriarcal e castradora de que todas as mulheres eram apenas objetos de prazer e seres que precisavam de proteção. Para Huda, a pobreza só seria resolvida através de trabalhos filantrópicos dos ricos, com doações e programas educacionais.
| “ | Os homens destacam as mulheres de mérito excepcional e as colocam num pedestal para não terem que reconhecer as capacidades de todas as mulheres. | ” |

## Homenagens
Ainda em vida, em 1945, foi galardoada com a Ordem das Virtudes, uma das mais altas condecorações atribuídas a mulheres no Egito.
Em 1928, o escultor Mahmoud Mukhtar revelou a sua obra de nome Egypt Awakening, inspirado nos eventos que decorreram na Revolução Egípcia de 1919, e consequentemente nas mulheres revolucionárias e feministas, lideradas por Huda Sha'arawi, que lutaram pela independência do país. 
Em 2018, Huda foi nomeada como uma das mulheres mais influentes no panorama mundial pelos direitos das mulheres, pela BBC África. Nesse mesmo ano, o canal de informação realizou uma série online de oito episódios, intitulada de African Women who Changed the World, na qual retratou a vida da activista feminista.
A 23 de junho de 2020, o seu 141º aniversário foi celebrado pela Google através de um Google Doodle.